# Ronda de l'Oise
La Ronda de l'Oise (en francès Ronde de l'Oise) és una cursa ciclista per etapes francesa que es disputa anualment per les carreteres del departament de l'Oise. La cursa es creà el 1954 i fou amateur fins al 2006. El 2007 la cursa s'integrà a l'UCI Europa Tour, amb una categoria 2.2.
No s'ha de confondre amb el Tour de l'Oise.

## Palmarès

### Fins al 1976
| - 1954: P. Badosa - 1955: M. Idoux - 1956: Riera - 1957: D. Henwwod - 1958: P. Bataille - 1959: E. Vilfroy - 1960: J. Fouquet - 1961: F. Delavault | - 1962: G. Bouchet - 1963: Daniel Schneider - 1964: P. Bataille - 1965: A. Rodolfi - 1966: L. Magnier - 1967: Martin - 1968: P. Spiguelaire - 1969: Eric Lalouette | - 1970: C. Beraet - 1971: Castan - 1972: Lepied - 1973: F. Acaart - 1974: F. Cheve - 1975: G. Manchon - 1976: G. Carrara |

### A partir del 1977
| Any     | Vencedor             | Segon                  | Tercer               |
| ------- | -------------------- | ---------------------- | -------------------- |
| 1977    | Walter Ricci         | Jean-Philippe Pipart   | Patrick Daveneau     |
| 1978    | Gilles Blanchardon   | Patrick Frantschi      | Ghislain Delamotte   |
| 1979    | Philippe Senez       | André Fossé            | Alain Lenoir         |
| 1980    | Daniel Vanechop      | Gilles Blanchardon     | Christian Corre      |
| 1981    | Lionel Poret         | Thierry Lavergne       | Gilles Guéguen       |
| 1982    | Jean-Jacques Philipp | Lionel Poret           | Jean-Michel Mauny    |
| 1983    | André Fossé          | Gervais Rioux          | Laurent Haimez       |
| 1984    | Éric Martin          | Stéphane Henriet       | Jean-Jacques Philipp |
| 1985    | Jean-Marc Follet     | Nick Barnes            | Rusty López          |
| 1986    | Gerard Aviègne       | Baker                  | Stéphane Henriet     |
| 1987    | Richard Vivien       | Laurent Madouas        | Thierry Bourguignon  |
| 1988    | Claude Carlin        | Jean-Christophe Roger  | Philippe Delaurier   |
| 1989    | Eddy Seigneur        | Frédéric Moncassin     | Laurent Eudeline     |
| 1990    | Christophe Capelle   | Olaf Lurvik            | Pascal Montier       |
| 1991    | Eddy Seigneur        | Laurent Desbiens       | David Pagnier        |
| 1992    | Jean-Michel Thilloy  | Andrzej Pozak          | Denis Dugouchet      |
| 1993    | Marco Vermeij        | Charles Guilbert       | Franck Perque        |
| 1994    | Fabrice Naessens     | Fabrice Férat          | Pascal Popieul       |
| 1995    | Laurent Lefèvre      | Gérard Aviègne         | Grégory Barbier      |
| 1996    | Vincent Templier     | Franck Morelle         | Gérard Aviègne       |
| 1997    | Jean-Michel Thilloy  | Franck Morelle         | Pascal Peyramaure    |
| 1998    | Mika Hietanen        | Arnaud Auguste         | Pascal Peyramaure    |
| 1999    | Mickaël Fouliard     | Stéphane Delimauges    | Sylvain Chavanel     |
| 2000    | Jérémie Dérangère    | Danny In 't Ven        | Mickaël Leveau       |
| 2001    | Pascal Carlot        | Olivier Maignan        | Gérard Aviègne       |
| 2002    | Vincent Pétilleau    | Noan Lelarge           | Youri Deliens        |
| 2003    | Christophe Riblon    | Alexandre Chouffe      | Oscar Stenström      |
| 2004    | Sébastien Minard     | Christophe Riblon      | Nicolas Roche        |
| 2005    | Thierry David        | Marc Streel            | Guillaume Levarlet   |
| 2006    | Franck Perque        | Dries Devenyns         | Gianni Meersman      |
| 2007    | Fredrik Johansson    | Stian Remme            | David Tanner         |
| 2008    | Niels Brouzes        | Jakob Fuglsang         | Renaud Pioline       |
| 2009    | Steven Van Vooren    | Médéric Clain          | Jérémie Galland      |
| 2010    | Steven Tronet        | René Jørgensen         | Jonathan Thiré       |
| 2011    | Gediminas Bagdonas   | Kévin Lalouette        | Florian Vachon       |
| 2012    | Jean-Luc Delpech     | Viacheslav Kouznetsov  | Rafaâ Chtioui        |
| 2013    | Vegard Breen         | Vincent Jérôme         | Glenn O'Shea         |
| 2014    | Magnus Cort Nielsen  | Rudy Barbier           | Romain Feillu        |
| 2015    | Joshua Edmondson     | Vegard Stake Laengen   | Steven Tronet        |
| 2016    | Antonio Parrinello   | Bjørn Tore Nilsen Hoem | Nathan Van Hooydonck |
| 2017    | Flavien Dassonville  | Arnaud Gérard          | Rasmus Quaade        |
| 2018    | Henrik Evensen       | Fred Wright            | Josef Černý          |
| 2019    | Anthony Maldonado    | Marlon Gaillard        | Bjørn Tore Hoem      |
| 2020-21 | suspesa              | suspesa                | suspesa              |
| 2022    | James Fouché         | Aritz Bagües           | Jason Tesson         |
| 2023    | Frank van den Broek  | Alexis Gougeard        | Matisse Julien       |
| 2024    | Pierre Barbier       | Daniel Skerl           | Lars Vanden Heede    |